# Rex Brown
Rex Brown (eg. Rex Robert Brown), född 27 juli 1964, Graham, Texas, USA, även känd som Rex Rocker var/är basist i Pantera, Down och Crowbar.

## Diskografi (urval)
Studioalbum med Pantera
- 1983 – Metal Magic
- 1984 – Projects in the Jungle
- 1985 – I Am the Night
- 1988 – Power Metal
- 1990 – Cowboys from Hell
- 1992 – Vulgar Display of Power
- 1994 – Far Beyond Driven
- 1996 – The Great Southern Trendkill
- 2000 – Reinventing the Steel

Studioalbum med Down
- 2002 – Down II: A Bustle in Your Hedgerow
- 2007 – Down III: Over the Under
- 2010 – Diary of a Mad Band: Europe in the Year of VI (CD/DVD)

Studioalbum med Crowbar
- 2005 – Lifesblood for the Downtrodden

Studioalbum med David Allan Coe och Cowboys from Hell
- 2006 – Rebel Meets Rebel

Studioalbum med Kill Devil Hill
- 2012 – Kill Devil Hill
- 2013 – Revolution Rise